# ケーブルテレビ品川
株式会社ケーブルテレビ品川（ケーブルテレビしながわ、Cable Television Shinagawa inc.）は、東京都品川区に本社のある、ケーブルテレビ及びインターネットを事業とするケーブルテレビ局である。現在は東急グループの1つとなっている。
2016年7月1日に、旧社名の株式会社南東京ケーブルテレビ（みなみとうきょうケーブルテレビ）から、元々愛称として使われていた「ケーブルテレビ品川」を新社名とした。

## サービスエリア
- 東京都品川区

## 主な出資企業
2012年12月に、株式の半分以上を東急が取得することになり、現在は東急の子会社となっている。このほかに品川区、日本電気、などが出資している。
取締役、重役などは出資会社からの出向社員で占められている。当初の映像制作は出資会社関連の制作会社に委託されていた。また品川区製作のニュース「できごと」は区民カメラマンが撮影を行い南東京ケーブルテレビスタッフが編集している。区民カメラマン不在時は品川区広報広聴課職員が撮影を行う。
東急グループには、東急沿線を主なサービスエリアとするケーブルテレビ局イッツ・コミュニケーションズ（イッツコム）がある。上記の株式取得後は、インターネットサービスの名前自体も従来の「アタック」から、イッツコムで提供している「かっとび」に変更となっており、現在は「かっとび」のみ新規申し込みを受け付けている。テレビサービスも基本的にイッツコムと同一であるが、品川区のチャンネルということで独自で大井競馬場や平和島競艇場の専門チャンネルが標準で視聴可能となっている。

## 主な放送チャンネル

### 地上波系列別再送信局
| NHK-G   | NHK-E   | NNN/NNS    | ANN        | JNN       | TXN        | FNN/FNS    | JAITS                        |
| ------- | ------- | ---------- | ---------- | --------- | ---------- | ---------- | ---------------------------- |
| NHK東京 | NHK東京 | 日本テレビ | テレビ朝日 | TBSテレビ | テレビ東京 | フジテレビ | TOKYO MX テレ玉 tvk チバテレ |

### テレビ局
| デジタル                | 放送局                                             |
| ----------------------- | -------------------------------------------------- |
| TV011 - 012             | NHK総合                                            |
| TV021 - 023             | NHKEテレ                                           |
| TV031-1 TV032-1 TV033-1 | tvk                                                |
| TV031-2 TV032-2         | チバテレ                                           |
| TV031-3 TV032-3 TV033-3 | テレ玉                                             |
| TV041 - 042             | 日本テレビ                                         |
| TV051 - 053             | テレビ朝日                                         |
| TV061 - 062             | TBSテレビ                                          |
| TV071 - 073             | テレビ東京                                         |
| TV081 - 082             | フジテレビ                                         |
| TV091 - 093             | TOKYO MX                                           |
| TV101                   | チャンネル10しながわ                               |
| TV111                   | 品川区民チャンネル                                 |
| BS101 - 102             | NHK BS                                             |
| BS141 - 143             | BS日テレ                                           |
| BS151 - 153             | BS朝日                                             |
| BS161 - 163             | BS-TBS                                             |
| BS171 - 173             | BSテレ東                                           |
| BS181 - 183             | BSフジ                                             |
| BS191                   | WOWOWプライム                                      |
| BS192                   | WOWOWライブ                                        |
| BS193                   | WOWOWシネマ                                        |
| BS200                   | BS10                                               |
| BS201                   | BS10スターチャンネル                               |
| BS211                   | BS11                                               |
| BS222                   | TwellV                                             |
| BS231                   | 放送大学テレビ                                     |
| BS234                   | グリーンチャンネル                                 |
| BS236                   | BSアニマックス                                     |
| BS242                   | J SPORTS 1                                         |
| BS243                   | J SPORTS 2                                         |
| BS244                   | J SPORTS 3                                         |
| BS245                   | J SPORTS 4                                         |
| BS251                   | BS釣りビジョン                                     |
| BS252                   | WOWOWプラス                                        |
| BS255                   | 日本映画専門チャンネル                             |
| BS256                   | ディズニー・チャンネル                             |
| BS260                   | J:COM BS                                           |
| BS265                   | BSよしもと                                         |
| BS531                   | 放送大学ラジオ                                     |
| BS4K101                 | NHK BSプレミアム4K                                 |
| BS4K141                 | BS日テレ 4K                                        |
| BS4K151                 | BS朝日 4K                                          |
| BS4K161                 | BS-TBS 4K                                          |
| BS4K171                 | BSテレ東 4K                                        |
| BS4K181                 | BSフジ 4K                                          |
| BS4K211                 | ショップチャンネル 4K                              |
| BS4K221                 | 4K QVC                                             |
| 010                     | お天気チャンネル                                   |
| 011                     | NHK WORLD JAPAN                                    |
| 014                     | 東京シティ競馬チャンネル                           |
| 102                     | 日テレNEWS24                                       |
| 121                     | ディスカバリーチャンネルハイビジョン               |
| 122                     | ムービープラスHD                                   |
| 123                     | LaLa HD                                            |
| 124                     | スーパー!ドラマTV HD                               |
| 125                     | 日本映画専門チャンネルHD                           |
| 126                     | アジアドラマチックTV★HD                            |
| 127                     | 衛星劇場HD                                         |
| 130                     | ディズニージュニアHD                               |
| 131                     | Dlife                                              |
| 132                     | J SPORTS 4 HD                                      |
| 134                     | ヒストリーチャンネルHD                             |
| 135                     | チャンネル銀河(HD)                                 |
| 136                     | テレ朝チャンネル1 ドラマ・バラエティ・アニメ（HD） |
| 137                     | フジテレビNEXT(HD)                                 |
| 138                     | フジテレビONE(HD)                                  |
| 139                     | フジテレビTWO(HD)                                  |
| 140                     | ショップチャンネル(HD)                             |
| 142                     | ナショナルジオグラフィックHD                       |
| 143                     | 旅チャンネルHD                                     |
| 144                     | TBSチャンネル1 最新ドラマ・音楽・映画              |
| 146                     | GAORA SPORTS HD                                    |
| 147                     | スカイA HD                                         |
| 148                     | アクションチャンネル                               |
| 149                     | アニマックスHD                                     |
| 150                     | MTV HD                                             |
| 151                     | チャンネルNECO-HD                                  |
| 152                     | TBS NEWS HD                                        |
| 153                     | ミステリーチャンネルHD                             |
| 154                     | TAKARAZUKA SKY STAGE HD                            |
| 155                     | WOWOWプラスHD                                      |
| 156                     | 音楽・ライブ! スペースシャワーTV HD                |
| 157                     | ファミリー劇場HD                                   |
| 158                     | J SPORTS 3 HD                                      |
| 159                     | 時代劇専門チャンネルHD                             |
| 161                     | ミュージック・エアHD                               |
| 162                     | MUSIC ON! TV HD                                    |
| 163                     | キッズステーションHD                               |
| 164                     | グリーンチャンネルHD                               |
| 165                     | グリーンチャンネル2HD                              |
| 166                     | 日テレジータス HD                                  |
| 167                     | ゴルフネットワークHD                               |
| 168                     | J SPORTS 1 HD                                      |
| 169                     | J SPORTS 2 HD                                      |
| 171                     | カートゥーン ネットワークHD                        |
| 172                     | QVC(HD)                                            |
| 173                     | 東映チャンネルHD                                   |
| 174                     | KNTV HD                                            |
| 176                     | TBSチャンネル2 名作ドラマ・スポーツ・アニメ        |
| 178                     | CNN/US HD                                          |
| 180                     | CNNj HD                                            |
| 181                     | Mnet HD                                            |
| 183                     | ディズニー・チャンネルHD                           |
| 184                     | KBS WORLD HD                                       |
| 185                     | 日経CNBC HD                                        |
| 186                     | アニマルプラネット(HD)                             |
| 188                     | テレ朝チャンネル2 ニュース・情報・スポーツ（HD）   |
| 190                     | 日テレプラス ドラマ・アニメ・音楽ライブ            |
| 196                     | 囲碁・将棋チャンネルHD                             |
| 197                     | BBCワールドHD                                      |

デジタル放送は日本デジタル配信を使用している。

### ラジオ局
| MHz  | 放送局           |
| ---- | ---------------- |
| 79.2 | TOKYO FM         |
| 83.1 | J-WAVE           |
| 83.7 | NHKFM（東京）    |
| 84.2 | InterFM897       |
| 85.7 | FM Yokohama      |
| 88.9 | エフエムしながわ |

## コミュニティチャンネル

### 品川区民チャンネル
現在
- しながわEYE - ニュース（20分→30分）をはじめ、お祭りやイベントなど、品川区内で行われた一週間の出来事を紹介。出演は2011年9月までは区民アナウンサーの渡辺美樹がキャスターを担当。その後、2011年10月 - 2017年3月は浅井裕美子（キャスター）、金井優子、小川麻希、瀬戸歩、沖津那奈、松原陽子（メッセンジャー）。2017年4月 - は水口美希[注釈 1]をキャスター、國領浩子、きったん、タカガキ、山本萩子をメッセンジャーに起用。2019年3月に山本が降板[注釈 2]後、同年4月から中塚美緒が加入。2021年2月に中塚が降板[注釈 3]後、同年4月から松本有紗が加入したが、2022年6月をもって降板[注釈 4]し、同年7月から仁藤妃南乃が加入。
- あの店この店おじゃまします - 週替わりでケーブルテレビ品川のメンバーズカード加盟店を紹介。
- 商店街大好き - 商店街の情報。
- まちおこし ひとおこし-みんなの品川応援団- - 地域で活躍する人や団体を紹介。
- しながわホットインフォメーション

過去
- 突撃!!リサーチャーズ しなココ - メインパーソナリティーはケンキ。品川をリサーチャーズが伝える情報番組。
- サテスタ!戸越銀座 - 司会は岩澤昌美。サテライトスタジオ「しなココ戸越銀座」からチャンネル情報などを伝える。
- じもトリップ - 多くの商店街や文化が息づく品川区の街を散策するドラマ仕立てのミニ番組。出演は堀江聖夏。

### チャンネル10しながわ
- しながわEYEプラス - 品川区民チャンネルの「しながわEYE」で取材された映像をノーカットで放送。
- ふるさと時間 - 日本各地の番組を放送。

この他、東急グループ入り後は「地モトTVおかえり!」「PONiTS」「GO!GO!東急線」等のイッツコム制作番組も放送している。

### 品川区役所提供番組
品川区製作著作の品川区広報番組。
- 『しながわホットほっと』（放送枠名）
  - 区内のできごと（2016年4月からは『わ!しながわニュース』に改題の上、継続）
  - 区からのおしらせ（2025年3月31日放送分をもって終了）
  - 品川歴史探訪
  - 三之助の笑顔いっぱい とっておきの品川 - 出演は柳家三之助。
  - しながわのチ・カ・ラ